# 大阪府立泉鳥取高等学校
大阪府立泉鳥取高等学校（おおさかふりつ いずみとっとりこうとうがっこう）は、大阪府阪南市にあった公立高等学校。

## 概要
1976年に開校した。2025年3月末で閉校し、大阪府立りんくう翔南高等学校へ機能統合された。全日制普通科を設置していた。通称・略称は「いずとり」。阪南市南東部の高台に位置し、2022年度までは長らく阪南市では唯一の高等学校でもあった。
習熟度別授業、体験型インターンシップ、キャリア教育などに取り組み、きめ細かな指導体制をとっていた。また地域施設との連携など、地域に根ざした教育活動も重視していた。

## 沿革

### 開校の経緯
1970年代の高校生急増期を受けて府立高等学校新設の方針が出された。1975年3月13日、新設高等学校・大阪府立第104高等学校（仮称）を設置するための予算が大阪府議会で可決された。
1975年6月5日、泉南郡阪南町自然田854番地（当時の住所表示。閉校までの所在地）で校舎第一期工事竣工式がおこなわれ、校舎建設工事が始まった。学校では、竣工式がおこなわれた6月5日を創立記念日と位置づけている。
1976年1月1日付で大阪府条例に基づく大阪府立泉鳥取高等学校が設置され、校長以下教職員10名が赴任の辞令を受け取った。設置当初は大阪府立和泉高等学校を間借りして開校準備をおこなっていたが、1976年2月に校舎が完成し、開校準備室は校内に移転した。
1976年4月1日に開校し、第一期生を迎えて教育活動をおこなった。

### 閉校
大阪府教育委員会は2021年8月30日、大阪府立学校条例及び再編整備計画により、大阪府立りんくう翔南高等学校に機能統合する形で泉鳥取高等学校を閉校する計画案を発表した。2019年度以降3年連続定員割れとなったことや、同校在籍生徒のほとんどを占める阪南市と近隣市・郡での中学校卒業生の減少を踏まえて、対象校となったとされている。
閉校方針には地域住民らから疑問や反対の声が上がった。しかし2022年3月24日に大阪府議会での関連条例改正が可決されたことにより、閉校の方針が確定した。同校は2023年度以降の新入生募集を停止し、最後の学年が卒業する2025年3月末日に閉校した。

### 年表
- 1975年3月13日 - 校舎建設予算が大阪府議会で承認される。
- 1975年6月5日 - 校舎建設工事が始まる（この日を創立記念日とする）。
- 1976年1月1日 - 大阪府条例により大阪府立泉鳥取高等学校を設置。
- 1976年4月1日 - 開校。
- 1977年5月31日 - 食堂棟竣工。
- 1977年6月30日 - プール竣工。
- 1977年8月31日 - 体育館攻工。
- 1985年4月1日 - パソコン設置。
- 1991年8月26日 - 情報処理室設置。
- 1994年3月31日 - 家庭科総合実習室竣工。
- 2021年8月30日 - 大阪府教育委員会、泉鳥取高等学校を閉校・統廃合対象校にすると発表。
- 2022年3月24日 - 大阪府条例の改正により、閉校・機能統合が正式に決定。
- 2023年 - この年以降の新入生募集を停止。
- 2025年3月 - 最終学年の卒業、閉校。

## 出身者
- あいはら雅一 - お笑い芸人
- MY - YouTuberユニット『チャンネルがーどまん』のメンバー

## 交通
- 阪和線 和泉鳥取駅 南西約800m